# Bryn Merrick
Bryn Merrick (Barry (Gales), 12 de octubre de 1958-Cardiff, 12 de septiembre de 2015) fue un bajista que formó parte del grupo Punk Victimize. Posteriormente se unió al grupo The Damned entre 1983 y 1989, sustituyendo a Paul Gray, que se había marchado a UFO. La primera grabación de Merrick en la formación fue en la grabación dell single "Thanks for the Night" b/w "Nasty". Fue el bajista titular en los álbumes Phantasmagoria (1985) y Anything (1986).
Merrick tocó con los Shamones, banda tributo de los Ramones que hicieron gira por Gran Bretaña durante cinco años, hasta su sepración en agosto de 2015.
Merrick murió de cáncer en Cardiff el 12 de septiembre de 2015 a los 56 años.